# إيليزا وير فارار
إيليزا وير فارار (بالإنجليزية: Eliza Ware Farrar)‏ هي كاتِبة أمريكية، ولدت في 12 يوليو 1791، وتوفيت في 22 أبريل 1870.